# Vol TAP Air Portugal 1492
Le vol TAP Air Portugal 1492 (numéro de vol IATA : TP1492, OACI : TAP1492, indicatif d'appel radio : AIR PORTUGAL 1492 ) est un vol intercontinental régulier reliant Lisbonne, au Portugal, à Conakry, en Guinée. Il est réalisé le 2 septembre 2022 avec un Airbus A320-251N de la compagnie aérienne portugaise TAP Air Portugal. Lors de l'atterrissage, l'avion est entré en collision avec une moto sur la piste. Les deux personnes à bord de la moto sont décédées dans l'accident.

## Appareil
L'avion impliqué dans l'accident était un Airbus A320-251N, âgé d'un an et six mois au moment de l'accident. C'était le 10 338e Airbus A320 issu de la production en cours. L'avion comptait 174 sièges pour les passagers. Il a finalement été assemblé à l'usine Airbus de Toulouse, en France et a effectué son premier vol avec l'immatriculation d'essai F-WWDN le 15 mars 2021, avant d'être immatriculé auprès de TAP Air Portugal le 17 avril 2021 avec l'immatriculation d'avion CS-TVI et le nom de baptême Sophia de Mello Breyner a été mis en service. Ce bimoteur à fuselage étroit était équipé de deux turboréacteurs à double flux CFMI LEAP-1A26.

## Équipage et passagers
73 passagers ont pris le vol intercontinental de Lisbonne à Conakry. Il y avait à bord un équipage de six personnes, composé d'un commandant de bord, d'un premier officier et de quatre agents de bord. Pendant le vol, le commandant de bord jouait le rôle de pilote aux commandes, le copilote était le pilote surveillant.

## Accident
Lors de l'approche finale à l'aéroport international Ahmed Sékou Touré de Conakry et alors que l'avion était déjà aligné pour l'atterrissage selon la piste 24, les deux pilotes ont remarqué une lumière faible et immobile située sur ou à proximité de la piste. Alors que les pilotes poursuivaient l'approche, ils ont discuté de ce que pourrait être le feu et ont soupçonné qu'il éclairait une sortie latérale de la piste. 
Lorsque l'Airbus s'est posé sur la piste à 23h40 heure locale, les pilotes ont pu voir dans les phares une moto roulant du centre de la piste vers le bord de la piste, se déplaçant selon un angle d'environ 45 degrés par rapport à la piste. 
Le premier officier a tenté d'éviter la collision imminente en contrôlant le gouvernail, mais le moteur droit de la machine est entré en collision avec la moto. Les deux personnes à bord de la moto ont été tuées et la nacelle moteur de l'Airbus a été gravement endommagée. Il n'y a eu aucun blessé parmi les occupants de l'Airbus.

### Victimes
Les deux motards agent de sécurité ont trouvé la mort sur la piste, il s'agit de Abdine Kéita et son grand-frère Mohamed Djaguine Kéita.

## Investigation d'accident
L'enquête sur l'accident a révélé que le conducteur de la moto était un employé d'un service de sécurité chargé de surveiller les locaux de l'aéroport.

## Après l'accident
En raison des graves dégâts, le vol retour TP1493 de l'avion vers Lisbonne a dû être annulé. L'avion est resté à l'aéroport de Conakry du 2 septembre au 5 décembre 2022 pour des travaux de réparation. Il a été remis en service le 15 novembre 2022.

## Sources
- Rapport d'accident A320-251N, CS-TVI, Réseau de la sécurité aérienne
- Bart Noëth : L'Airbus A320neo de TAP Air Portugal entre en collision avec une moto à l'aéroport de Conakry, faisant deux morts, aviation24.be, 4 septembre 2022.
- Steven Walker : L'Airbus A320 de TAP Air Portugal heurte une moto à l'atterrissage en Guinée, simpleflying.com, 4 septembre 2022.
- Un A320neo entre en collision avec une moto après l'atterrissage, aero.de
- Historique de fonctionnement de la machine, planespotters.net